# Bataille de Brest (1944)
Pour les articles homonymes, voir Bataille de Brest.
Seconde Guerre mondiale, bataille de Normandie, libération de la France
Batailles
Opérations de débarquement (Neptune)
- Tonga (Deadstick, Batterie de Merville)
- Albany (Chicago, Manoir de Brécourt)
- Boston (Detroit)
- Utah Beach
- Omaha Beach (Pointe du Hoc)
- Gold Beach
- Juno Beach
- Sword Beach

Secteur anglo-canadien
- Caen
- Authie
- Perch (Villers-Bocage)
- Putot
- Bretteville-l'Orgueilleuse
- Norrey
- Mesnil-Patry
- Martlet
- Epsom
- Windsor
- Charnwood
- Jupiter
- Atlantic
- Goodwood
- Crête de Verrières
- Spring
- Bluecoat
- Totalize
- Tractable

Secteur américain
- Carentan
- Cotentin
- Cherbourg (Bombardement)
- Bataille des Haies (Elle, Saint-Lô, La Haye-du-Puits)
- Cobra
- Mortain

Fin de la bataille de Normandie et libération de l'Ouest
- Rennes
- Saint-Malo
- Brest
- Poche de Falaise
- Chambois
- Paris

Mémoire et commémorations
- Cimetières militaires de la bataille de Normandie
- Commémorations du 70e anniversaire
- Projet UNESCO de classement des plages

- Corse
- Limousin
- Ain et Haut-Jura
- Les Glières
- Ascq
- Division Brehmer
- Mont Mouchet
- Opérations SAS en Bretagne
- Bataille de Normandie
- Guéret
- Brigade Jesser
- Cornil
- 1er Tulle
- 2e Tulle
- Argenton-sur-Creuse
- Oradour-sur-Glane
- 1er Ussel
- Saint-Marcel
- Saffré
- Mont Gargan
- Vercors
- Penguerec
- Lioran
- Égletons
- 2e Ussel
- Débarquement de Provence
- Port-Cros
- La Ciotat
- Toulon
- Martigues
- Marseille
- Nice
- Rennes
- Saint-Malo
- Brest
- Paris
- Mont-de-Marsan
- Montélimar
- Maillé
- Écueillé
- La Saulx
- Meximieux
- Nancy
- Colonne Elster
- Dunkerque
- Arracourt
- Saint-Nazaire
- Lorient
- Metz
- Royan et de la pointe de Grave
- Campagne de Lorraine
- Colmar

Front d'Europe de l'Ouest
Front d'Europe de l'Est
Campagnes d'Afrique, du Moyen-Orient et de Méditerranée
Bataille de l'Atlantique
Guerre du Pacifique
Guerre sino-japonaise
La bataille de Brest est une bataille disputée dans le cadre de l’opération Cobra, la percée alliée en Normandie qui commence le 27 juillet 1944 durant la bataille de Normandie et se termine le 19 septembre 1944.
Le plan de reconquête de l'Europe des Alliés consistait, en partie, à prendre possession de ports pour pourvoir aux besoins énormes des troupes en matière d'approvisionnement. En effet, on estimait que trente-sept divisions alliées se trouveraient sur le continent en septembre 1944 et qu'elles auraient besoin de 26 000 tonnes d'approvisionnement par jour. Le port principalement visé était celui de Brest.

## Importance des ports
Au tout début de la guerre, soit après la défaite de la France en juin 1940, l'armée des États-Unis commença à préparer un plan d’invasion de l'Europe de l'Ouest dans l'éventualité de son entrée en guerre contre l'Allemagne. Les troupes américaines et canadiennes seraient alors envoyées en Angleterre (à condition que le Royaume-Uni soit toujours partie au conflit) en attendant que se présente l'occasion d'envahir le continent. Le plus grand défi était évidemment d'assurer l'approvisionnement des troupes après leur débarquement. Pour ce faire, il était indispensable de s'emparer de ports situés sur la côte atlantique. On désigna donc comme objectifs les ports qu'on jugea le mieux répondre aux besoins à venir.
À la phase initiale de la bataille, juste après le débarquement, on prévoyait d'ériger de grands ports artificiels (les ports Mulberry) sur les plages. Toutefois, en raison de leur capacité de déchargement limitée, ceux-ci étaient uniquement considérés comme une solution temporaire en attendant la prise de vrais ports et leur mise en service. 
Il se trouvait sur la côte nord de la France, le long de la Manche, un certain nombre de ports en eaux profondes qui auraient convenu, dont celui de Brest, base principale de la Marine française avant la guerre puis Base sous-marine de la Marine allemande. Il s'agissait aussi du port français le plus à l'ouest. Les stratèges alliés pensaient même qu'après sa capture, les denrées et le matériel pourraient y être acheminés directement depuis les États-Unis  sans passer par l'Angleterre, pour ainsi atteindre rapidement les troupes alliées qui progressaient vers l'Allemagne.
Les autres ports majeurs longeant la Manche étaient Saint-Malo en Bretagne, Cherbourg et Le Havre, en Normandie. L'opération Sledgehammer (en) (la prise  de Cherbourg) avait été envisagée, mais l'idée fut abandonnée après le désastreux débarquement de Dieppe en 1942. On avait conclu qu'une attaque directe d'un port par la mer n'était pas envisageable.
Les Allemands, conscients de l'intérêt stratégique des ports français pour les troupes américaines, avaient commencé très tôt à les protéger par des fortifications érigées par l'organisation Todt dans le cadre de la construction du mur de l'Atlantique. Une partie de ces ports étaient aussi d'importantes bases de U-boot dotées d'abris blindés pour sous-marins. Ces fortifications allaient résister un certain temps aux attaques aériennes des Alliés.

## Prise de Cherbourg et libération de la Bretagne

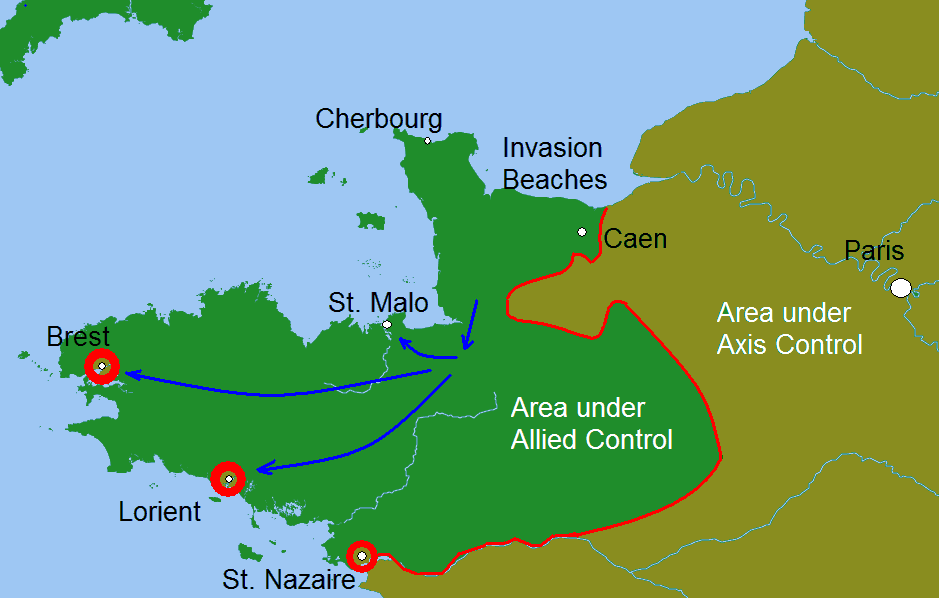
Le nord-ouest de la France, mi-août 1944. Les Alliés préparent la libération de la Bretagne et avancent vers Paris. Les flèches bleues illustrent la progression vers Brest et les autres ports de la côte atlantique française.

Peu après l'invasion de la Normandie, deux ports Mulberry sont amenés sur la côte française. Malheureusement pour les Alliés, deux semaines après leur mise en service, une tempête détruit le premier et endommage lourdement l'autre. Les provisions sont donc le plus souvent débarquées directement sur les plages, ce qui occasionne des pertes de temps considérables et ne fait qu'accroître l'urgence de prendre des ports en eaux profondes.
Dès leur arrivée à Utah Beach le 6 juin 1944, les troupes américaines remontent la péninsule du Cotentin pour gagner le port de Cherbourg dont ils s'emparent moins d'un mois plus tard, soit le 1er juillet. Toutefois, avant sa reddition, la garnison allemande détruit les installations portuaires. Il faudra plusieurs semaines aux Alliés pour les remettre en état. Il s'agissait alors du seul port majeur aux mains des Alliés. 
Après avoir piétiné pendant plusieurs semaines en Normandie, les Alliés, menés par le général George S. Patton, réussissent la percée d'Avranches et progressent rapidement vers le sud de la péninsule du Cotentin pour isoler la Bretagne. Le VIIIe corps d'armée des États-Unis est ensuite chargé de prendre la péninsule bretonne et de protéger le flanc nord de la percée. Les unités de la Wehrmacht, piégées en Bretagne, se replient dans les ports fortifiés pendant que les troupes de la Troisième armée des États-Unis les encerclent. La Bretagne, à l'exception des principaux ports, est libérée en quelques jours seulement. Entrevoyant la possibilité d'encercler la majeure partie de l'armée allemande en Normandie, le commandement allié demande à une grande partie des divisions américaines ayant participé à la percée d'Avranches de se déplacer vers l'est pour prendre l'ennemi à revers au sud. 
Le 17 août, la 83e division d’infanterie américaine, surnommée d'abord « Ohio division » puis « Thunderbolt division », s'empare de la place forte de Saint-Malo. Avant de se rendre, les troupes allemandes ont saboté le port. Non loin de là, la garnison allemande qui occupait l'Île de Cézembre ne cède qu'après plusieurs semaines de bombardements, navals et aériens, incessants. 
Il était alors évident que les Allemands feraient tout pour empêcher les Alliés d’utiliser un port français, quitte à défendre les fortifications le plus longtemps possible ou à endommager les quais.
Le commandement de la garnison de Brest avait été confié au général parachutiste Hermann-Bernhard Ramcke, un vétéran de l’Afrika Korps. Ce dernier disposait, entre autres, de la 2e Fallschirmjäger-Division, de la 266e division d’infanterie et de la 343e division d’infanterie, ce qui représentait environ 40 000 hommes. 
Le 7 août 1944, les troupes américaines arrivent enfin à Brest.

## La bataille

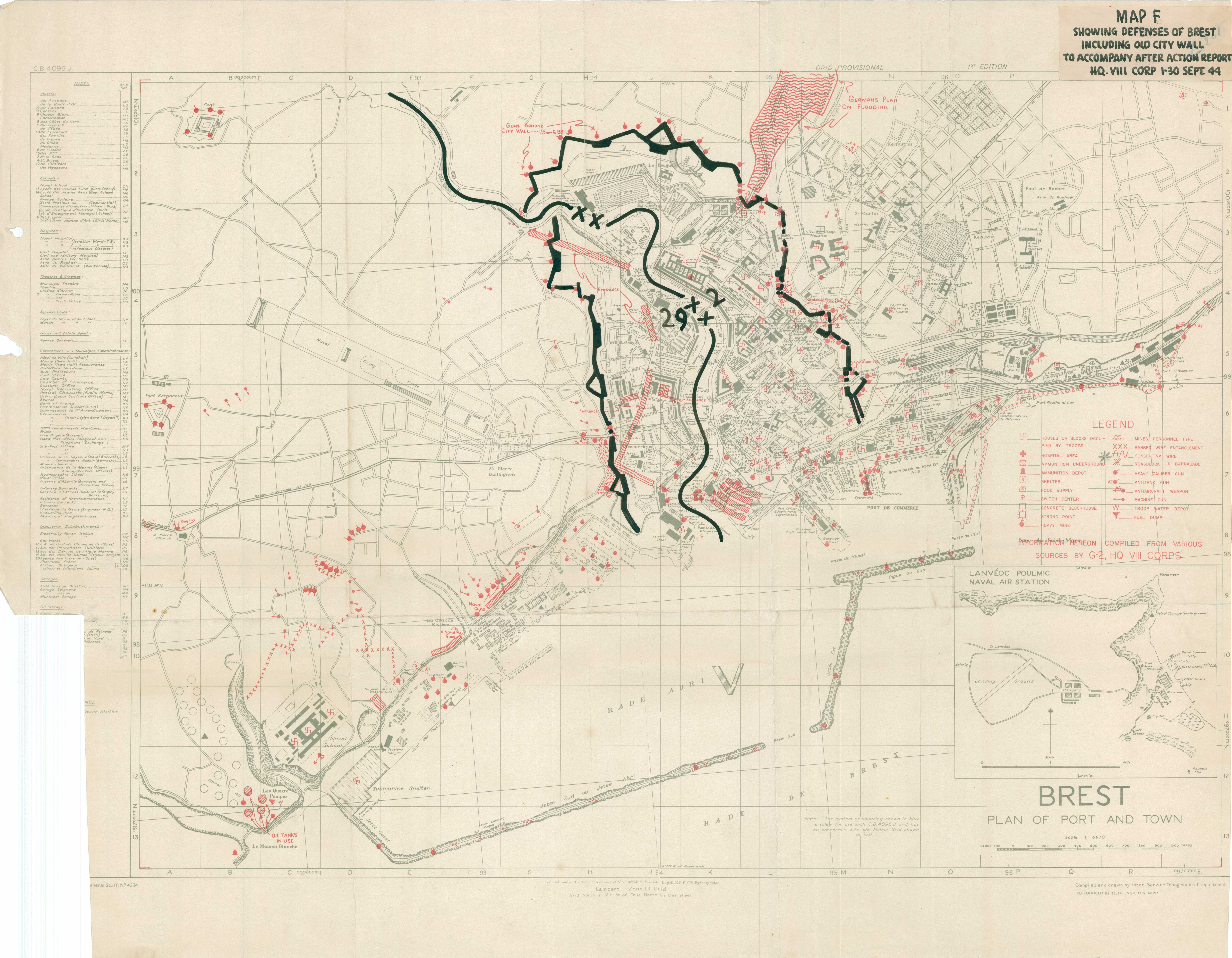
Plan des défenses de la ville

Dès son arrivée à Brest, le VIIIe corps d'armée des États-Unis, dirigé par le général Troy Middleton de la IIIe armée américaine du général George Patton, encercla la ville et la prit d'assaut. Les combats s'avérèrent extrêmement difficiles, car la garnison allemande était bien retranchée et composée en partie de Fallschirmjäger, des parachutistes militaires d'élite dirigés par le général Hermann-Bernhard Ramcke.

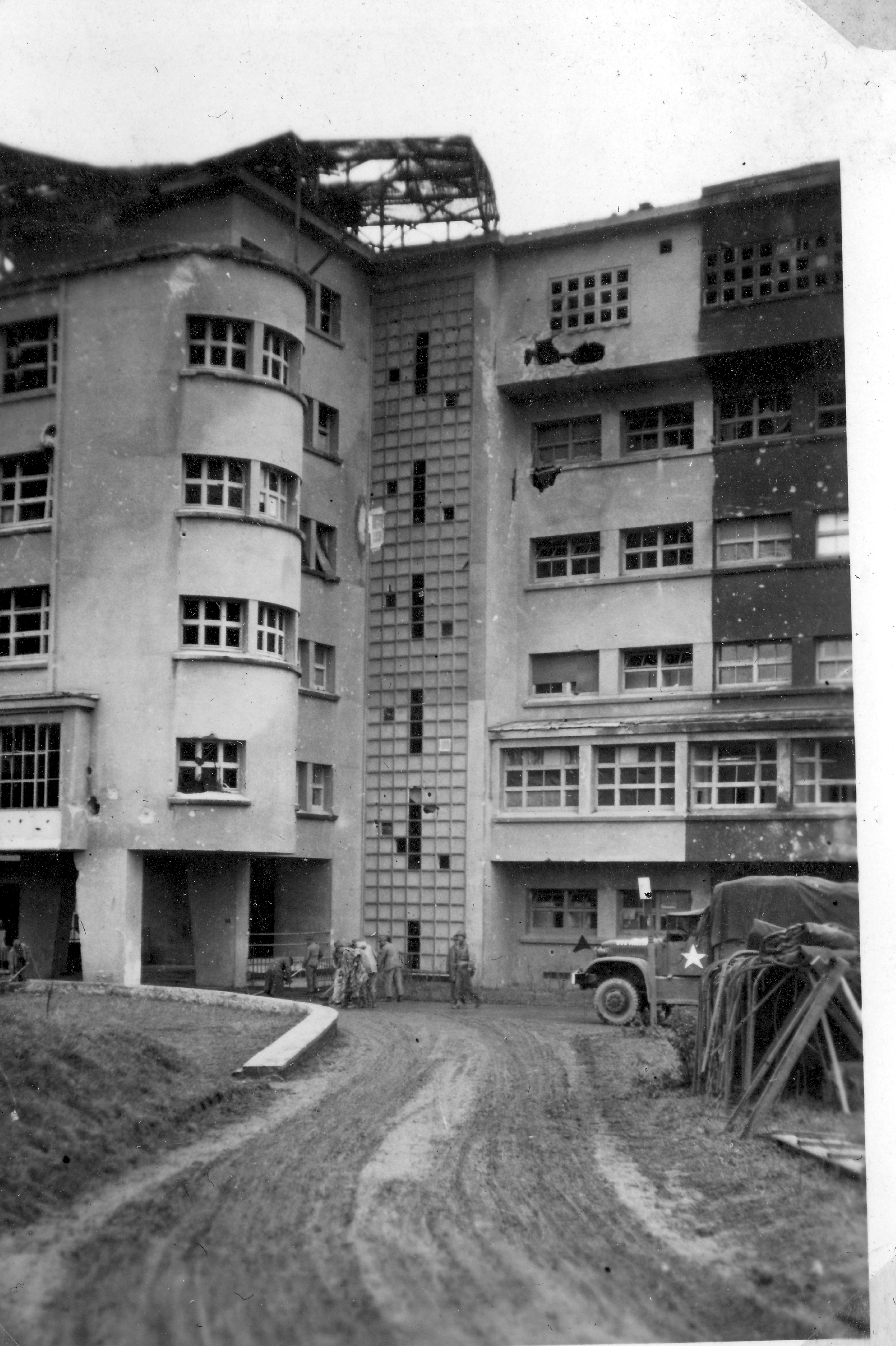
Hôpital civil de Brest, octobre 1944.

Une fois de plus, les parachutistes allemands se montrèrent à la hauteur de leur réputation tout comme lors des batailles précédentes, dont celle du mont Cassin. Tandis que certaines unités plus faibles se rendirent assez vite, les Fallschirmjäger défendirent âprement leurs positions malgré les bombardements, les raids aériens et les assauts terrestres soutenus des troupes américaines. Pour chaque petite avancée dans la ville, les Alliés perdaient beaucoup d'hommes.
Conformément à leur doctrine militaire, les Américains tentèrent de mettre à profit la supériorité de la puissance de feu de leur artillerie et de leur flotte aérienne pour écraser leur ennemi, plutôt que de l'affronter au corps à corps. Les Allemands, de leur côté, avaient stocké une quantité considérable de munitions pour la défense de la ville et disposaient d'armes de tous les calibres, des canons antiaériens légers aux canons navals, cachés dans les fortifications et dans les blockhaus.
La bataille fut intense ; les troupes alliées, qui se déplaçaient de maison en maison, eurent beaucoup de difficulté à détruire les fortifications (des constructions françaises et allemandes) en raison des fortes salves qui éclataient de toutes parts.
À la fin de la bataille, la ville de Brest était rasée ; seules quelques vieilles fortifications médiévales en pierre avaient tenu le coup.
La bataille de Brest fut intense et destructrice. Après deux semaines de bombardements constants et des attaques de nuit, les unités de Middleton obligèrent les Allemands à resserrer leurs positions. Le 12 septembre 1944, Middleton fit parvenir une lettre à Ramcke lui offrant une possibilité d'arrêter l'effusion de sang et de procéder à la reddition de la ville d'une façon humaine et de manière raisonnable, avec des termes de la capitulation énoncées dans la lettre. La réponse laconique de Ramcke était tout simplement : « Je dois décliner votre proposition ». Insatisfait de la réponse, Middleton ordonna à ses soldats d'« entrer dans la mêlée avec une vigueur renouvelée (…) et de finir le travail ». Une semaine plus tard, le 19 septembre 1944, Middleton reçut la reddition des Allemands, qui avaient préalablement saboté les installations portuaires. Celles-ci ne purent être remises en état à temps pour participer à l'effort de guerre comme le souhaitaient les Américains. À ce moment-là, Paris et Bruxelles avaient déjà été libérées et les troupes alliées menaient l'opération Market Garden aux Pays-Bas.
Le VIIIe corps d'armée du général Middleton avait combattu sans interruption pendant 99 jours. Lors d'une cérémonie officielle, Middleton donna la ville à son maire et le général Patton décerna la Army Distinguished Service Medal  avec feuille de chêne à Middleton pour sa conduite au cours de la campagne en Bretagne, entraînant la capture de Brest.
Les Américains capturèrent plus de 36 000 Allemands et évacuèrent 2 000 blessés, dépassant de loin l'estimation de 10 000 Allemands donnée à Middleton par Patton avant l'opération. Ramcke fut capturé dans la presqu'île de Crozon par les troupes de la 8e Division, et demanda le commandant adjoint de division, c'est-à-dire Middleton, pour remettre sa reddition ; Ramcke apparut en tenue impeccable et avec son setter irlandais. Devant les nombreux journalistes et photographes présents pour rendre compte de l'évènement, Ramcke commenta en anglais qu'il se sentait comme une star de cinéma. Il fut envoyé dans un camp de prisonniers de guerre à Clinton dans le Mississippi, à pas plus de 80 kilomètres de l'endroit où Middleton était né et avait grandi. Après la guerre, il fut interné dans un camp de prisonniers en Angleterre, puis fut envoyé en France, où il fut jugé et libéré après cinq années d'incarcération au total. Il retourna en Allemagne et entra dans le commerce du béton, poursuivant aussi une correspondance avec Middleton pendant 15 ans après la guerre.
Après la coûteuse prise de Brest, le commandement allié décida de se limiter à encercler les ports français toujours occupés par les Allemands, mis à part ceux qui seraient capturés à la volée, sans planification. La seule exception fut Le Havre, dont la 2e Armée britannique s'empara à la fin d'août 1944, mais au prix d'une destruction de 80% de la ville. Certains ports bretons ne furent pris qu'après le 9 mai 1945, soit le lendemain de la capitulation allemande.

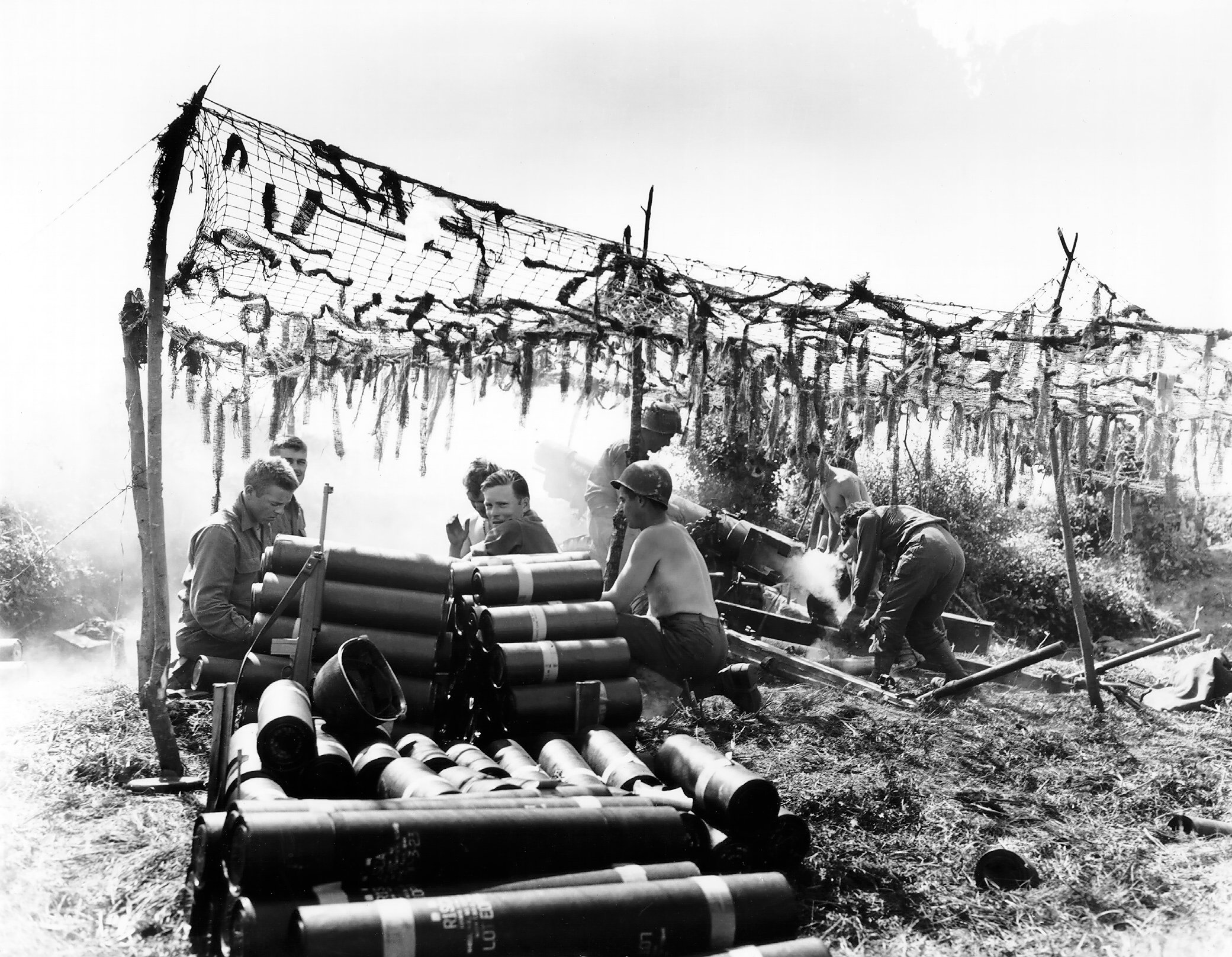
Tir d'artillerie
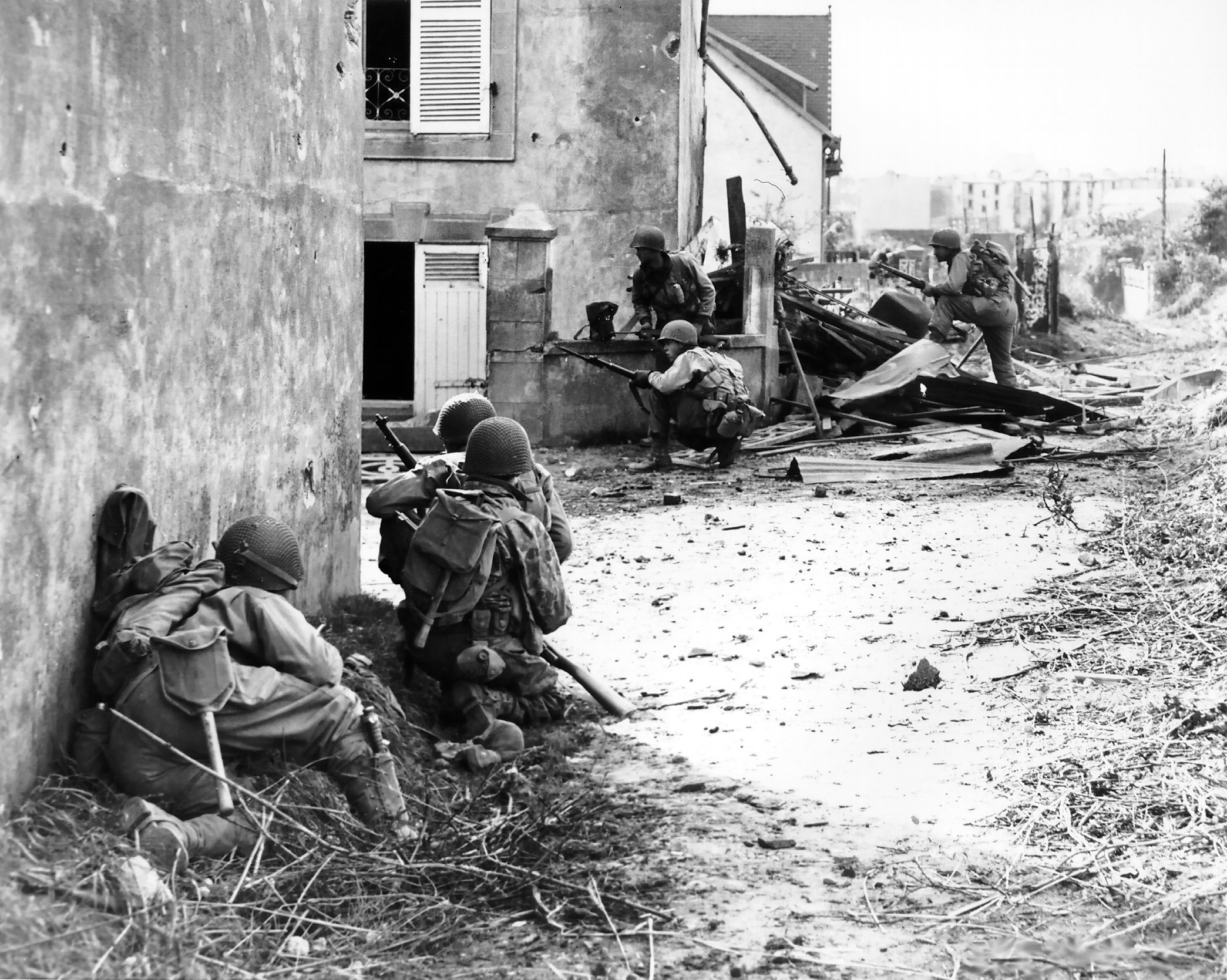
Un groupe de GIs en progression.
Deux soldats dans une rue.
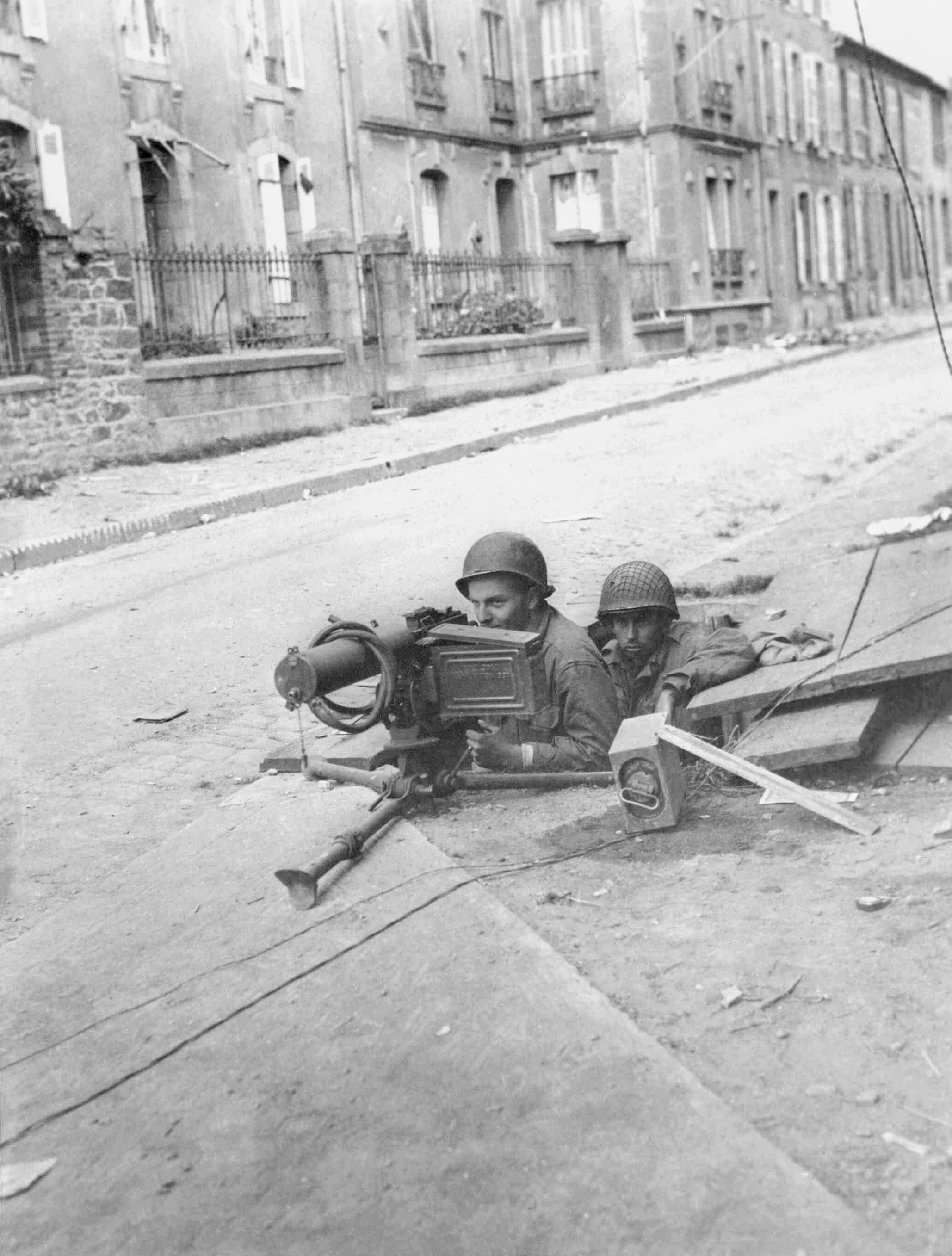
Deux soldats protégeant une rue avec une mitrailleuse.
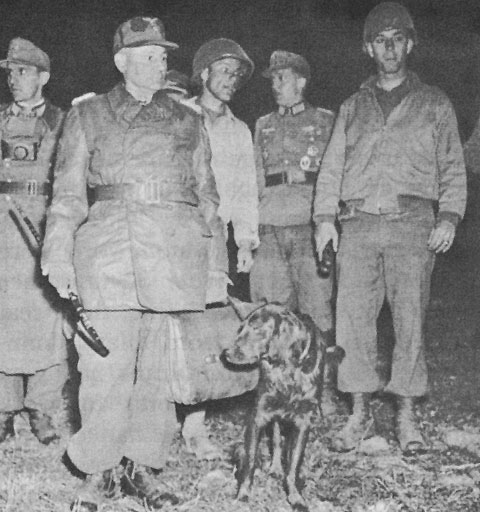
Le général Ramcke capturé.

## Suites
Dans l'ensemble, l'opération Overlord se déroula assez différemment de la stratégie mise en place. Après avoir combattu beaucoup plus longtemps et plus durement que prévu en Normandie, la percée d'Avranches et l'avancée rapide de la Troisième Armée américaine de Patton libérèrent Paris plus tôt qu'on ne l'avait envisagé. Toutefois, en septembre 1944, les provisions commencèrent à manquer.
Le seul port réparé à temps fut celui de Cherbourg. Sa capacité était d'environ 2 000 tonnes par jour à la mi-juillet 1944 et passa à 12 000 tonnes dès le mois d'août.
Les forces britanniques commandées par le maréchal Bernard Law Montgomery furent grandement privilégiées en matière d'approvisionnement, ce qui nuisit considérablement aux autres forces alliées, y compris celles de George Patton. L'operation Market Garden mise en œuvre par le maréchal Montgomery en 1944, qui avait pour but de gagner le cœur de l'Allemagne en passant par les Pays-Bas, se révéla un échec : la progression rapide des Alliés s'arrêta, laissant les Allemands se réorganiser et même  contre-attaquer dans les Ardennes. Le problème d'approvisionnement se posait toujours et était accentué par la distance entre le port de Cherbourg, les plages normandes et la ligne de front. Les troupes canadiennes se lancèrent ensuite à la conquête des rives de l'Escaut pour libérer les accès maritimes au port d'Anvers ; les Alliés disposaient ainsi d'un autre port à proximité de la ligne de front. 
Après la guerre, le gouvernement d'Allemagne de l'Ouest dut dédommager la ville de Brest pour les pertes civiles, la famine et les maisons détruites.

## Commentaires
Si les Alliés avaient pu utiliser les ports français pour approvisionner leurs troupes, ils auraient sans doute envahi le territoire industriel, soit la partie occidentale de l'Allemagne nazie, et ainsi pu faire chuter le Troisième Reich avant l'hiver 1944-1945.
D'un autre côté, les événements ultérieurs ont montré que la logistique d'approvisionnement via la France était très problématique en raison du manque de camions, de la destruction du réseau de chemin de fer (voir Red Ball Express) ainsi que de la quantité de carburant nécessaire à l'acheminement des provisions, sans compter la consommation des véhicules au front.
L'important retard des Alliés dans l'invasion de l'Europe de l'Ouest, reportée de 1943 à 1944 en raison du manque de navires de débarquement, permit aux Allemands de renforcer le mur de l'Atlantique. Bien que les Alliés aient réussi à franchir ce dernier sans trop de difficultés (à l'exception d'Omaha Beach), ils se rendirent compte que les fortifications portuaires étaient très différentes de celles qu'ils avaient connues en 1942 et les ports beaucoup plus difficiles à prendre intacts.

## «These Are My Credentials»
Selon plusieurs sources, lorsque le général de brigade américain Charles D. W. Canham somma le général allemand Ramcke de se rendre, ce dernier aurait demandé à voir ses lettres de créance. Le général Canham désigna alors ses troupes et répondit : « These are my credentials » (Voici mes lettres de créance). Le général allemand posa en réalité cette question pour tenter de gagner du temps afin que l'un de ses opérateurs radio puisse transmettre une ultime dépêche au quartier-général de l'Axe, ce à quoi il parvint avant que sa salle radio ne fut découverte.